# Jacob Shower
Jacob Shower (ur. 22 lutego 1803, zm. 25 maja 1879) – amerykański polityk i prawnik związany z Partią Demokratyczną. W latach 1853–1855 przez jedną kadencję Kongresu Stanów Zjednoczonych był przedstawicielem drugiego okręgu wyborczego w stanie Maryland w Izbie Reprezentantów Stanów Zjednoczonych.